# ویشنی کوبین
ویشنی کوبین (مجاری: Felsőkubin) یک دهکده و شهرداری در ناحیه دولنی کوبین در منطقه اینایلینا در شمال اسلواکی است.

## افراد سرشناس:
- مارگیتا فیگولی، نویسنده
- پاول ارساگ هویزدوسلاو، شاعر